# ميجيليتو (لاعب كرة قدم)
ميجيليتو (بالإسبانية: Miguel Muñiz Fernández)‏ هو لاعب كرة قدم إسباني في مركز الوسط، ولد في 1 ديسمبر 1990 في ولبة في إسبانيا. لعب مع إيسيخا بالومبيي وريكرياتيفو.

## وصلات خارجية
- ميجيليتو (لاعب كرة قدم) على موقع قاعدة بيانات كرة القدم.إي يو (الإنجليزية)
- ميجيليتو (لاعب كرة قدم) على موقع Soccerway.com (الإنجليزية)
- ميجيليتو (لاعب كرة قدم) على موقع AS.com (الإسبانية)